# Feketelábú bóbitásantilop
A feketelábú bóbitásantilop (Cephalophus dorsalis) az emlősök (Mammalia) osztályának párosujjú patások (Artiodactyla) rendjébe, ezen belül a tülkösszarvúak (Bovidae) családjába és a bóbitásantilop-formák (Cephalophinae) alcsaládjába tartozó faj.

## Előfordulása, élőhelye
A faj Nyugat- és Közép-Afrikában honos antilopfaj. Az egyenlítői síkvidéki sűrű erdőkben, és korlátozott mértékben a kapcsolódó erdős-szavannás területeken él. Elterjedési területe Bissau-Guineától a Rwenzori-hegységig, a Nagy-hasadékvölgy Albert-hasadékáig, a Tanganyika-tóig, délre pedig Angola északkeleti részéig  terjed. Nincs igazolt feljegyzés Gambiából, Beninből vagy Nigériából. Korábban Ugandában is előfordult, de onnan eltűnt. A faj megtalálható  Angolában, Kamerunban, a Közép-afrikai Köztársaságban, a Kongói Köztársaságban, a Kongói Demokratikus Köztársaságban, Elefántcsontparton, Egyenlítői-Guineában, Gabonban, Ghánában, Guineában, Bissau-Guineában, Libériában, Nigériában, Sierra Leonében és Togóban.

## Alfajai
- Cephalophus dorsalis castaneus Thomas, 1892
- Cephalophus dorsalis dorsalis Gray, 1846

## Megjelenése
A feketelábú bóbitásantilop erőteljes felépítésű antilopfaj, testhossza 70–100 cm, marmagassága 40–55 cm, farkának hossza 8–15 cm, tömege 15–20 kg.
Durva szőrzetének színe vörösesbarna, rövidebb mellső és hosszabb hátsó lábának alsó része fekete vagy sötétbarna színbe megy át. Jellegzetes a gerincén végigfutó 5–7 cm széles fekete sáv, mely a fejétől indul, és hátul kiszélesedve a farkáig tart. Az újszülött borjak színe egységes csokoládébarna, a hátukon futó csík csak körülbelül négy hónapos korukra jelenik meg. Farkának felső része hátához hasonlóan fekete színű, bozontos alsó része fehér színű. Feje elkeskenyedő, szélesebb és laposabb, mint más bóbitásantilop-fajok esetében, orra rövid, szeme magasan ülő. Mindez erőteljes pofaizmainak következménye. Szája és állának első része fehér színű, fején nagy szagmirigyek helyezkednek el. A sima, ék alakú párhuzamos szarvak mindkét ivarú egyeden megtalálhatók, csaknem egyenesek, homlokától kissé hátrafelé dőlnek. Más bóbitásantilop-félékkel összehasonlítva a szarvak viszonylag nagy méretűek, hosszuk 5,5–10,5 cm lehet.     

## Életmódja
A feketelábú bóbitásantilop szigorúan éjjeli életmódot folytat. Napközben rejtekhelyre vonul, gyakran fordul elő fák odvában, támasztógyökerek között, kidőlt fatörzsek alatt, illetve sűrű bozótosban. Élőhelyén csapásokat alakít ki, melyek mentén az erdőben mozog, bár ezek a csapások inkább alagutakra hasonlítanak. Az egyedek nemcsak az embert, hanem egymás társaságát is kerülik, magányosan vagy párosan élnek, vélhetően monogám természetűek.
Fő ellenségei: leopárd, cibetmacskafélék, sas, krokodil, kígyók, a nagyobb varánuszfélék.

### Táplálkozása
Elsősorban gyümölcsféléket, például vad mangót és afrikai gyümölcskenyeret fogyaszt, ezért fontos szerepe van a magvak terjesztésében. Fontos táplálékát képezik a különféle levelek, rügyek, hajtások, fűfélék. Megfigyelték azt is, amint kisebb állatokat, például madarakat is becserkészik és elfogyaszt.

## Szaporodása
A nőstények 9–12 hónapos korukban, a hímek 12–18 hónapos korukban érik el az ivarérettséget. A nőstény 8,5–9 hónapos vemhesség után ad életet egy, ritkábban két utódnak. Az elválasztás a borjú 5 hónapos kora körül következik be. Élettartama 10–12 év.

## Természetvédelmi helyzete
A feketelábú bóbitásantilop mérsékelten fenyegetett státuszú, populációjának létszámát 725 000 körülire teszik. Bár populációjának létszáma az ember által kevésbé megzavart területeken stabil, teljes létszáma csökkenő tendenciát mutat az élelmezési célú vadászat miatt.